# Saint-Illide
Saint-Illide település Franciaországban, Cantal megyében. Lakosainak száma 649 fő (2022. január 1.). Saint-Illide Arnac, Ayrens, Freix-Anglards, Saint-Cernin, Saint-Cirgues-de-Malbert, Saint-Martin-Cantalès, Saint-Santin-Cantalès és Saint-Victor községekkel határos.

## Népesség
A település népessége az elmúlt években az alábbi módon változott:
| Lakosok száma | 959  | 717  | 701  | 667  | 658  | 656  | 656  | 644  | 635  | 649  |
|               | 1968 | 1982 | 1990 | 2006 | 2013 | 2015 | 2017 | 2019 | 2020 | 2022 |